# Scudo deflettore
Lo scudo deflettore (o semplicemente deflettore o scudo) è una tecnologia fantascientifica che genera un campo di forza costituito da energia o plasma e usato da astronavi, stazioni spaziali e in alcuni casi anche unità di terra per proteggersi da attacchi o intrusioni nemiche. 
Il concetto è stato reso popolare dalla serie classica di Star Trek (vedi Scudo deflettore (Star Trek)) e compare in diverse opere letterarie e cinematografiche come nella saga di Guerre stellari.

## Storia
Il concetto di campo di forza nella fantascienza compare già negli anni venti nelle opere di E. E. Smith e altri autori; ne La terra dell'eterna notte di William Hope Hodgson, una fortezza con umani del futuro al suo interno è protetta da qualcosa di molto simile a un campo di forza.
Nel Ciclo delle Fondazioni di Isaac Asimov, gli scudi personali sono stati sviluppati da scienziati specializzati nella miniaturizzazione degli scudi planetari. Poiché sono utilizzati principalmente dai commercianti della Fondazione, la maggior parte degli altri abitanti dell'Impero Galattico non conosce questa tecnologia. Nel racconto Coltura microbica, sempre di Asimov, gli scienziati stanno lavorando su un campo di forza in grado di proteggere la popolazione in caso di guerra nucleare. Il campo di forza in quel caso è un emisfero solido, apparentemente opaco e riflettente da entrambi i lati. Asimov espone di nuovo il concetto di campo di forza nel racconto La faccia di Orloff.
Il concetto di campi di forza come misura difensiva dall'attacco nemico lo si ritrova regolarmente nei videogiochi moderni e nei film, come in La guerra dei mondi del 1953 e Independence Day.
La capacità di creare un campo di forza è un superpotere comune in molti personaggi dei fumetti. Mentre solo pochi personaggi hanno la capacità naturale di creare campi di forza (ad esempio, la Donna invisibile dei Fantastici Quattro e Violetta Parr de Gli Incredibili), altri personaggi hanno emulato i campi di forza attraverso altri poteri, come Lanterna Verde, Jean Grey e Magneto. I campi di forza sono anche uno dei temi nei libri del fisico teorico Michio Kaku, come ad esempio in Fisica dell'impossibile.

## Tipologie
Nella fantascienza appaiono diversi tipi di campi di forza o scudi deflettori. 
In molti scenari immaginari, come nell'universo di Star Trek, lo scudo deflettore è di sovente descritto come un campo di forza creato attorno a un'astronave per proteggersi dalle armi nemiche o da forze naturali dannose. Solitamente lo scudo deflettore attivo non consente il teletrasporto.
Un tipo di scudo può anche essere una barriera che protegge un determinato spazio dal vuoto esterno, e che tenendo confinata l'atmosfera al suo interno rende abitabile l'area in modo temporaneo o permanente. Talvolta gli scudi servono a isolare soggetti in quarantena perché non si diffondano, ad esempio, agenti chimici o biologici dannosi. In diversi casi un campo di forza serve anche per confinare prigionieri o esseri viventi pericolosi.

## Ricerca scientifica
Un gruppo dell'Università di Washington a Seattle ha studiato la possibilità di uno scudo costituito da una bolla di plasma carico, contenuta in una sottile rete di filo superconduttore, che circonderebbe un veicolo spaziale proteggendolo dai raggi cosmici e dalla radiazione solare senza bisogno di una pesante schermatura metallica. Ciò renderebbe possibile lunghi viaggi con equipaggio; mentre gli astronauti in orbite basse attorno alla Terra sono infatti protetti dalle radiazioni dalle fasce di Van Allen, il problema di un viaggio verso Marte è infatti la lunga esposizione alle dannose radiazioni provenienti dal Sole e dallo spazio esterno.
Allo stesso modo, il Rutherford Appleton Laboratory sta tentando di progettare un vero satellite di prova, che orbiterebbe attorno alla Terra con un campo di plasma carico attorno ad esso.
Sono state eseguite ricerche per la creazione di una replica artificiale del campo magnetico terrestre attorno a un veicolo spaziale per la protezione dai raggi cosmici. Scienziati britannici e portoghesi hanno utilizzato una simulazione matematica per dimostrare che sarebbe possibile creare una "mini-magnetosfera" larga diverse centinaia di metri, probabilmente generata da una piccola nave senza equipaggio che potrebbe accompagnare una futura missione con equipaggio su Marte.
Nel 2015 Boeing ha presentato un brevetto per il progetto di un campo di forza per proteggere dalle onde d'urto generate dalle esplosioni. Il campo funziona presumibilmente creando un campo di plasma ad aria surriscaldato (ionizzato) che interrompe, o almeno attenua, l'onda d'urto.